# Italo Zannier
Italo Zannier (Spilimbergo, 9 giugno 1932) è uno storico dell'arte e storico della fotografia italiano.

## Biografia
Primo in Italia ad essere titolare di una cattedra di "storia della fotografia" ha insegnato allo IUAV e alla facoltà di Lettere dell'Università Ca' Foscari sempre a Venezia, ha insegnato anche al DAMS di Bologna e alla facoltà di Beni culturali di Ravenna e all'Università Cattolica di Milano. È membro della “Sociètè europeènne d'histoire de la photographie”. Ha pubblicato più di 500 libri tra cataloghi e pubblicazioni storiche e scientifiche. Ha avuto la laurea honoris causa in Conservazione dei beni culturali dall'Università degli Studi di Milano. Presidente dei comitati scientifici del Museo di storia della fotografia Alinari di Firenze e del Centro di ricerca e archiviazione della fotografia di Lestans, da lui fondato nel 1994. Curatore di decine di mostre fra le quali quella sul paesaggio mediterraneo organizzata a Siviglia in occasione dell'Expo 1992 e la sezione fotografica di Italian Metamorphosis, la grande mostra dedicata all'arte italiana dal Guggenheim di New York nel 1994. Ha curato inoltre la sezione fotografia a varie edizioni della Biennale d'Arte di Venezia compresa l'ultima nel 2011 e alla Biennale di Architettura di Venezia. Alla sua missione di divulgatore devono la fama molti grandi fotografi italiani contemporanei. Ha insegnato fotografia al Corso Superiore di Industrial Design a Venezia, la prima Scuola italiana di Industrial Design nei primi anni sessanta. È stato curatore insieme a Daniela Palazzoli e Vittorio Sgarbi del catalogo di Venezia 79 la fotografia, la più importante manifestazione di fotografia tenuta in Italia. Nel corso della stessa manifestazione, che si svolse sotto l'egida dell'UNESCO e dell'International Center of Photography di New York, ha tenuto un corso sul linguaggio fotografico.

## Opere
- Alle origini della fotografia scientifica, Firenze, Emmebi Edizioni Firenze, 2008.
- Pompilio e Zannier, Percorsi veneziani. Foto in bianco e nero, Venezia, Corbo e Fiore Editori, 2004.
- Esposizione internazionale d'arte di Venezia, L'io e il suo doppio: un secolo di ritratto fotografico in Italia, 1895-1995, a cura di Italo Zannier, con la collaborazione del Direttore del Settore Arti visive della Biennale Jean Clair, Susanna Weber e Daniela Cammilli, Firenze, Alinari, 1995,  pp. 147-148 e 232, ISBN 88-7292-188-0.
- Fotogiornalismo in Italia oggi, Quaderni di Fotografia 1, Venezia, Corbo e Fiore editori, 1993.
- Leggere la fotografia, Roma, La Nuova Italia Scientifica, 1993.
- L'occhio della fotografia. Protagonisti, tecniche e stili dell'"invenzione maravigliosa", Roma, La Nuova Italia Scientifica, 1988.
- Storia e tecnica della fotografia, Bari, Laterza, 1982.
- 70 anni di fotografia in Italia, Modena, Punto & Virgola, 1978.